# Victoria Kent (stacja kolejowa)
Victoria Kent (hiszp: Estación de Victoria Kent) – stacja kolejowa w Maladze, w prowincji Malaga, we wspólnocie autonomicznej Andaluzja, w Hiszpanii.
Jest obsługiwana przez pociągi Cercanías Málaga linii C-1 do Fuengirola i C-2 do Álora. Stacja została otwarta 13 czerwca 2009 zastępując stację San Andrés, przy wjeździe do stacji Málaga-María Zambrano. Znajduje się w dzielnicy Nuevo San Andrés 1 i w pobliżu terenów targowych Cortijo de Torres, które są dostępne z peronów.
| Początek              | < stacja              | Linia                                      | stacja>     | Koniec     |
| --------------------- | --------------------- | ------------------------------------------ | ----------- | ---------- |
| Málaga-Centro-Alameda | Málaga-María Zambrano | Línea C-1 Málaga - Aeropuerto - Fuengirola | Guadalhorce | Fuengirola |
| Málaga-Centro-Alameda | Málaga-María Zambrano | Línea C-2 Málaga - Álora                   | Los Prados  | Álora      |